# St. Nikolai (Bordelum)

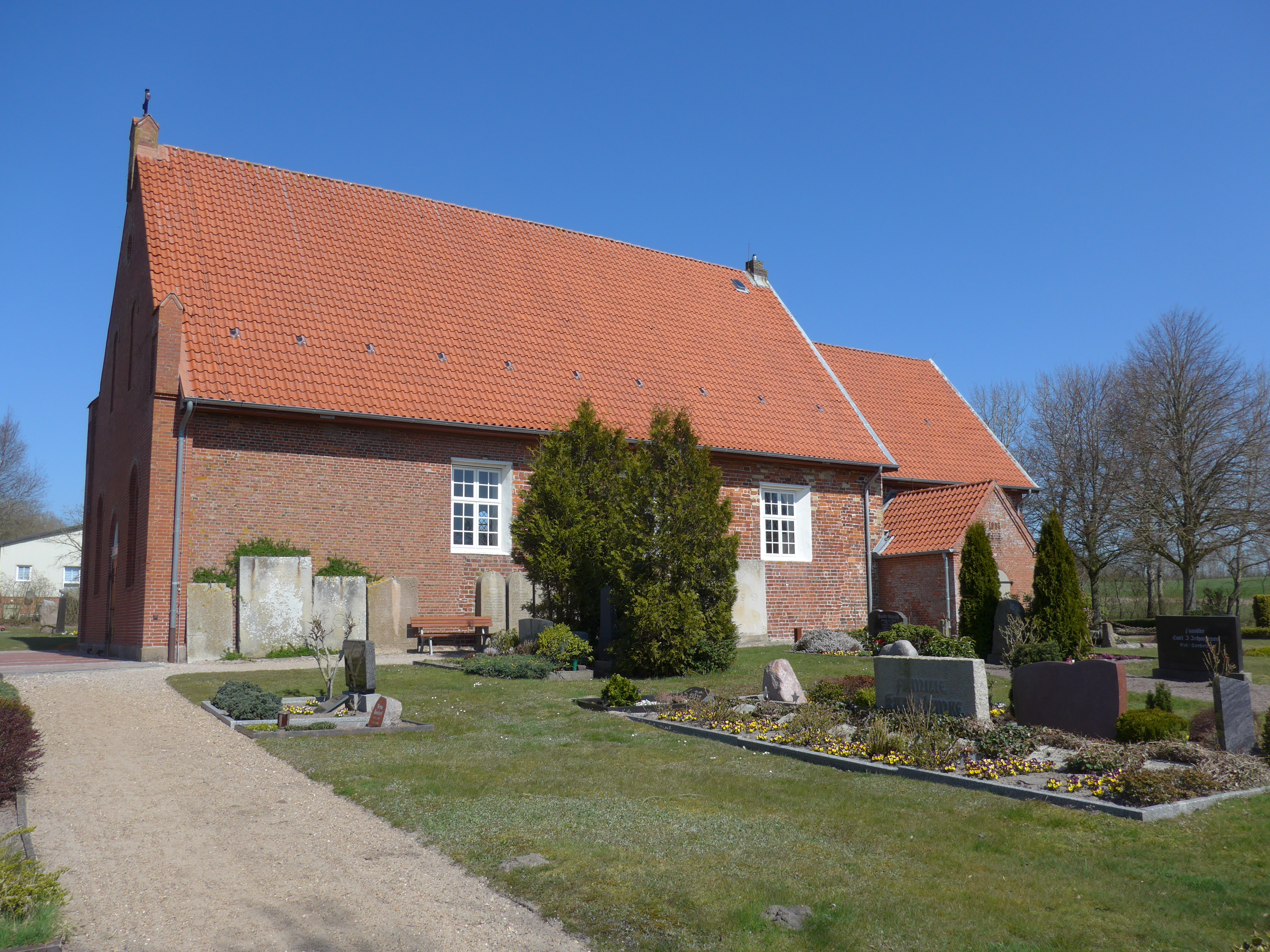
Bordelum, St. Nikolai, Ansicht von Süden

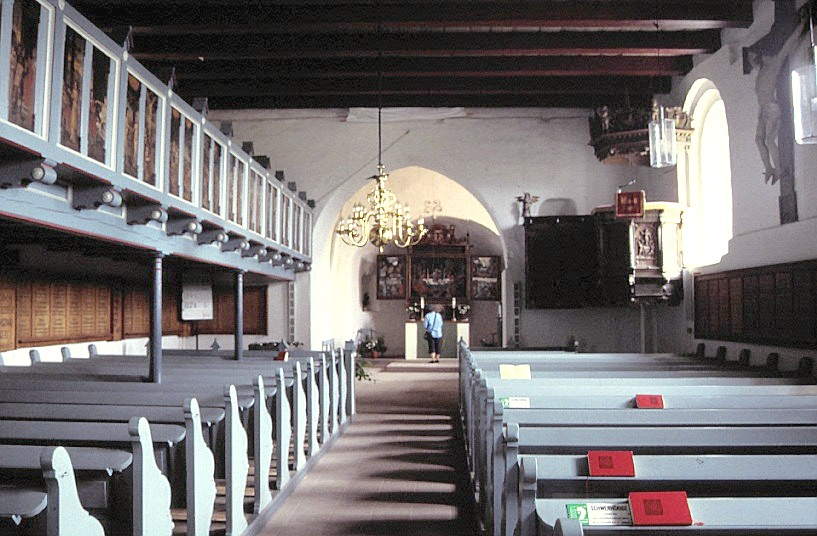
Innenansicht nach Osten

Die evangelische Kirche St. Nikolai zu Bordelum im Kreis Nordfriesland, ein im Ursprung hochmittelalterliches Bauwerk mit weitgehend barocker Ausstattung, liegt außerhalb des Ortes in den Feldern an der Geestkante des Stollbergs.

## Bau und Geschichte
Die isolierte Lage der Kirche zwischen Oster- und Wester-Bordelum geht auf eine wüst gefallene Siedlung zurück, die wohl im 15. Jahrhundert von ihren Bewohnern verlassen worden war und durch archäologische Funde nachgewiesen ist. Spekulationen über eine heidnische Kultstätte an der Stelle haben sich dagegen nicht erhärten lassen.
Der Kirchenbau aus Backstein wurde wohl um 1200 oder später errichtet. An das einschiffige Langhaus unter einer flachen Balkendecke schließt sich ein schmalerer, in gotischer Zeit gewölbter Chor und die niedrige, halbrunde romanische Apsis an, in der zwei Sakramentsnischen erhalten sind. 1629 brannte die damals reetgedeckte Kirche aus, angeblich, als der Küster Taubenschießen wollte. Dabei wurde auch das mittelalterliche Inventar zerstört. Bis 1640 wurde die Kirche wieder aufgebaut. Dafür schenkte König Christian IV. Baumaterial von dem im Dreißigjährigen Krieg zerstörten „Fruu Mettenhof“, dem Herrenhaus der Meta von Ahlefeld in Bordelumer Ortsteil Uphusum. Die neue Kirchenausstattung wurde teilweise aus der Kirche von Röhrbeck auf Strand übernommen, die bei der Burchardiflut von 1634 untergegangen war. Die Fenster der Südwand wurden nachmittelalterlich vergrößert. Die westliche Eingangswand wurde 1888 und 2003 erneuert. Abseits der Kirche steht ein hölzerner Glockenturm von 1633, der 1793 erneuert wurde.
Um 1733 begannen in Bordelum und dem benachbarten Kirchspielen zwei ehemalige Theologiestudenten, die Kandidaten Peter Lorenzen, der Sohn des Bordelumer Pastor Ägidius Lorenzen († 1736), und Franz Barsonius, der Sohn des Bargumer Pastors, pietistische Konventikel abzuhalten. 1736 starb Peter Lorenzen wenige Wochen nach seinem Vater, dessen Nachfolger er gewesen war. Unter dem Einfluss des Hauslehrers David Bähr hatte sich die Bewegung einem radikalen Pietismus zugewandt. Eine Untersuchung des Flensburger Konsistoriums ergab 1739, dass sich ein kleiner Kreis von etwa zwanzig Bordelumer als „Vollkommene“ betrachtete, die nicht mehr sündigen könnten. Diese nahmen nicht an den Gottesdiensten in der Kirche teil, sondern missachteten bewusst die Sonntagsruhe. Als Maßstab galt ihnen allein eine persönliche Offenbarung. Taufe und Abendmahl hielten sie für unwichtig und die Ehe nicht für bindend und lebten in Gütergemeinschaft. Ähnlichkeiten bestanden zur sogenannten Buttlarschen Rotte. Bähr, der sich als Messias verehren ließ, entfloh zwar, wurde aber verhaftet und ins Gefängnis nach Glückstadt gebracht. Nach seiner Entlassung 1743 kehrte er zwar nach Bredstedt zurück, wurde aber von seinen ehemaligen Anhängern nicht aufgenommen und starb bald. Trotzdem existierte die sogenannte „Bordelumer Rotte“ noch mehrere Jahrzehnte, von Lorenzens Nachfolgern teils geduldet, teils bekämpft.
Die Kirchengemeinde Bordelum im Kirchenkreis Nordfriesland teilt sich mit der Kirchengemeinde Ockholm, deren 1639 neuerbaute Kirche eine ähnliche von Strand stammende Ausstattung besitzt, die Pastorin.

## Ausstattung
Der spätgotische Taufstein aus schwarzem Marmor wurde in Belgien (Namur?) hergestellt und gehörte ursprünglich der Kirche in Röhrbeck.
Der Flügelaltar entstammt ebenfalls der Röhrbecker Kirche. Dass es bei der Flut angetrieben wurde, wie Jensen behauptete, ist aber unwahrscheinlich. Eher ist anzunehmen, dass die Überlebenden der Sturmflut das erhaltene Inventar ihrer dem Abbruch oder Verfall preisgegebenen Kirchen verkauften. Das Retabel entstand im Werkstattumkreis des Marten van Achten (tätig von 1588 bis 1610). Die fünf Gemälde zeigen im linken Flügel Christi Geburt und Kreuzigung, im Mittelschrein das letzte Abendmahl und rechts Auferstehung und Pfingstwunder. Das kleine Bild im Aufbau zwischen Masken stellt die Verkündigung Mariae dar, das Bild in der Predella Jesu Gebet im Garten Getsemane.
Die Kanzel aus der Übergangszeit zwischen Spätrenaissance und Frühbarock ist 1633 datiert. Der Kanzelkorb und die Zugangsempore sind mit Hermenpilastern gegliedert und mit geschnitzten Rundbogenfeldern gefüllt.
Das Pastorengestühl im Chor aus der zweiten Hälfte des 17. Jahrhunderts ist mit bemalten Füllungen (Evangelisten und biblische Szenen) versehen.
Das Triumphkreuz, das Anfang des 16. Jahrhunderts geschnitzt wurde und früher im Chorbogen angebracht war, hängt seit spätestens 1904 an der Langhaussüdwand. Möglicherweise stammt es auch von der untergegangenen Insel Strand.
Daneben befindet sich ein Epitaph mit geschnitztem Akanthusornamentrahmen und gemalter Grablegung von 1686 für ein Ehepaar Lorentzen, das im Giebel porträtiert ist.

## Emporenmalerei
An der Empore befindet sich eine lange Reihe Gemälde verschiedener Maler, von denen die ältesten auf 1684 datiert werden. Sie wurden in die im 19. Jahrhundert erneuerten Empore eingefügt. Über oder Unterschriften sind nicht mehr vorhanden.
Dargestellt sind Szenen aus dem Alten- und Neuen Testament sowie des evangelischen Gottesdienstes.
Die Anordnung erfolgt nicht bibelchronologisch, sondern folgt den Hauptstücken des lutherischen Katechismus. Schon Melanchton hatte in seinen Druckausgaben des Katechismus Bilder von biblischen Szenen als Beispielsgeschichten und Erläuterung für das Gemeinte beigefügt. Diese Beispielgeschichten wurden auch teilweise für Bordelum übernommen. So folgt etwa die Auswahl der Biblischen Geschichten, die die Gebote verdeutlichen sollen,  bis auf das 9. Gebot, dem 1562 in Leipzig veröffentlichten „Catechismus Deutsch“.

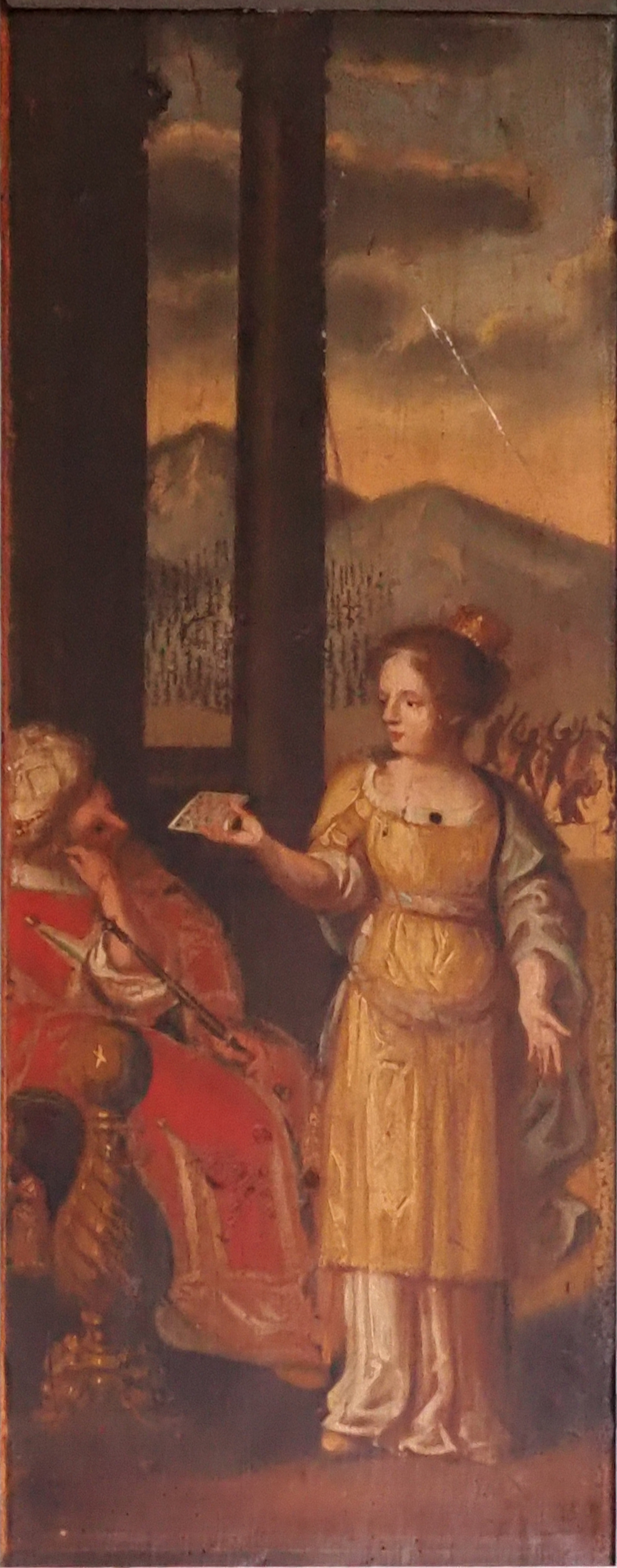
Ahab und Isebel für das Gebot, du sollst nicht begehren

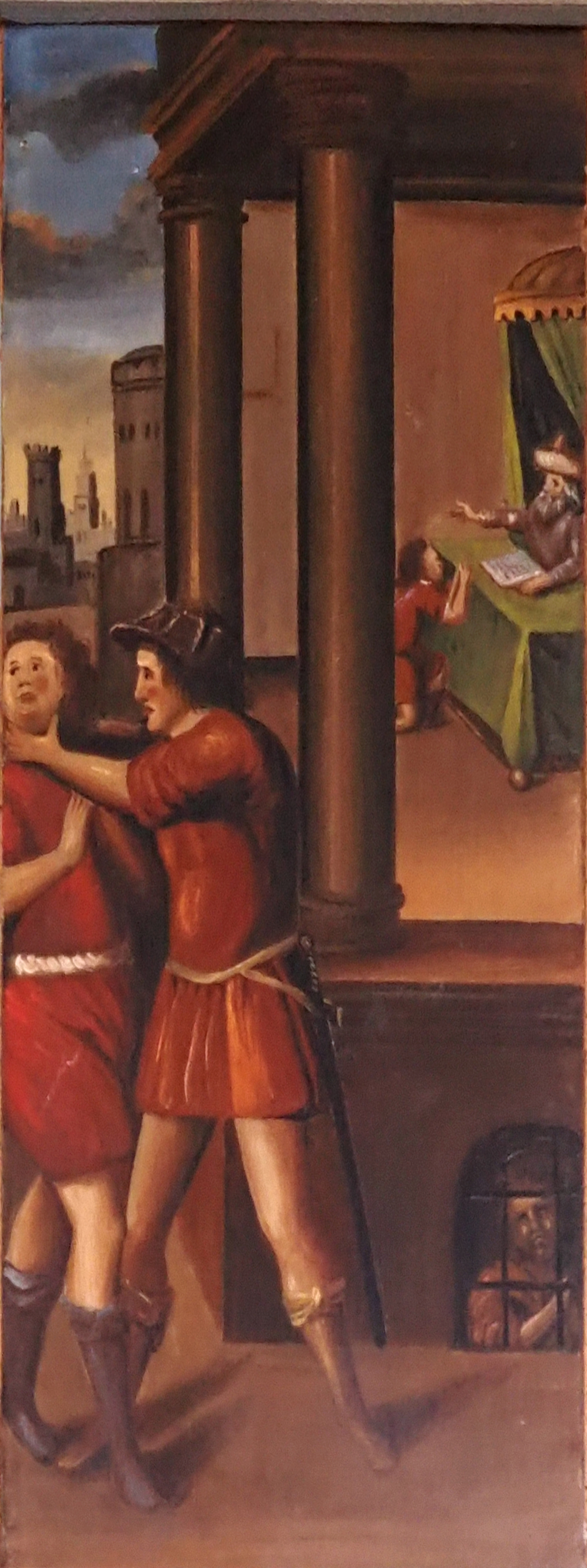
Der Schalksknecht für die Bitte des Vaterunsers „Vergib uns unsere Schuld“

Folgende Szenen werden dargestellt:

### 1. Hauptstück des  Katechismus: Gebote
- 1. Das goldene Kalb (1. Gebot: Du sollst keine anderen Götter haben)
- 2. Die Steinigung des Fluchers: (2. Gebot: „Du sollst den Namen deines Gottes nicht missbrauchen“)
- 3. Der Gottesdienst: (3. Gebot: „Du sollst den Feiertag heiligen“)
- 4. Noahs Söhne: (4. Gebot: „Du sollst Vater und Mutter ehren“)
- 5. Kain und Abel: (5. Gebot: „Du sollst nicht töten“)
- 6. David sieht Bathseba: (6. Gebot: „Du sollst nicht ehebrechen“)
- 7. Achans Diebstahl: (7. Gebot: „Du sollst nicht stehlen“)
- 8. Susanna wird angeklagt (8. Gebot: Du sollst kein falsches Zeugnis geben)
- 9. Isebel und Ahab (9. Gebot: Du sollst nicht begehren, was deines nächsten ist)
- 10. Josef und die Frau des Potifar: (10. Gebot: Du sollst nicht begehren deines Nächsten Weib)

### 2. Hauptstück des Katechismus: Glaubensbekenntnis
- 11. Adam und Eva im Paradies  (Ich glaube an Gott, den Schöpfer)
- 12. Kreuzigung  (und an Jesus Christus)
- 13. Pfingsten  (Ich glaube an den heiligen Geist)

### 3. Hauptstück des Katechismus: Vaterunser
- 14. Bergpredigt – Jesus lehrt das Vaterunser („Vater unser im Himmel“)
- 15. Die Taufe des Kämmerers. Der Kämmerer war auf der Reise nach Jerusalem um „anzubeten“.(„Geheiligt werde dein Name“)
- 16. Jesus in Gethsemane („Dein Wille geschehe wie im Himmel so auf Erden“)
- 17. Die Speisung der 5000 („Unser tägliches Brot gib uns heute.“)
- 18 Der Schalksknecht („Und vergib uns unsere Schuld, wie auch wir vergeben unsern Schuldigern“)
- 19. Jesus wird durch den Teufel versucht („Und führe uns nicht in Versuchung“)
- 20. Die kanaanäische Frau bittet für ihre Tochter, die von einem bösen Geist besessen ist. („Erlöse uns von dem Bösen.“)

### 4. Hauptstück des Katechismus: Taufe
- 21 Taufe

### 5. Hauptstück des Katechismus: Abendmahl
- 22. Abendmahl

### Petrus
- 23. Petrus begegnet dem auferstandenen Jesus.
- 24 Wahl des Matthias zum Apostel
- 25. Petrus und der Tod des Ananias
- 26 Petrus

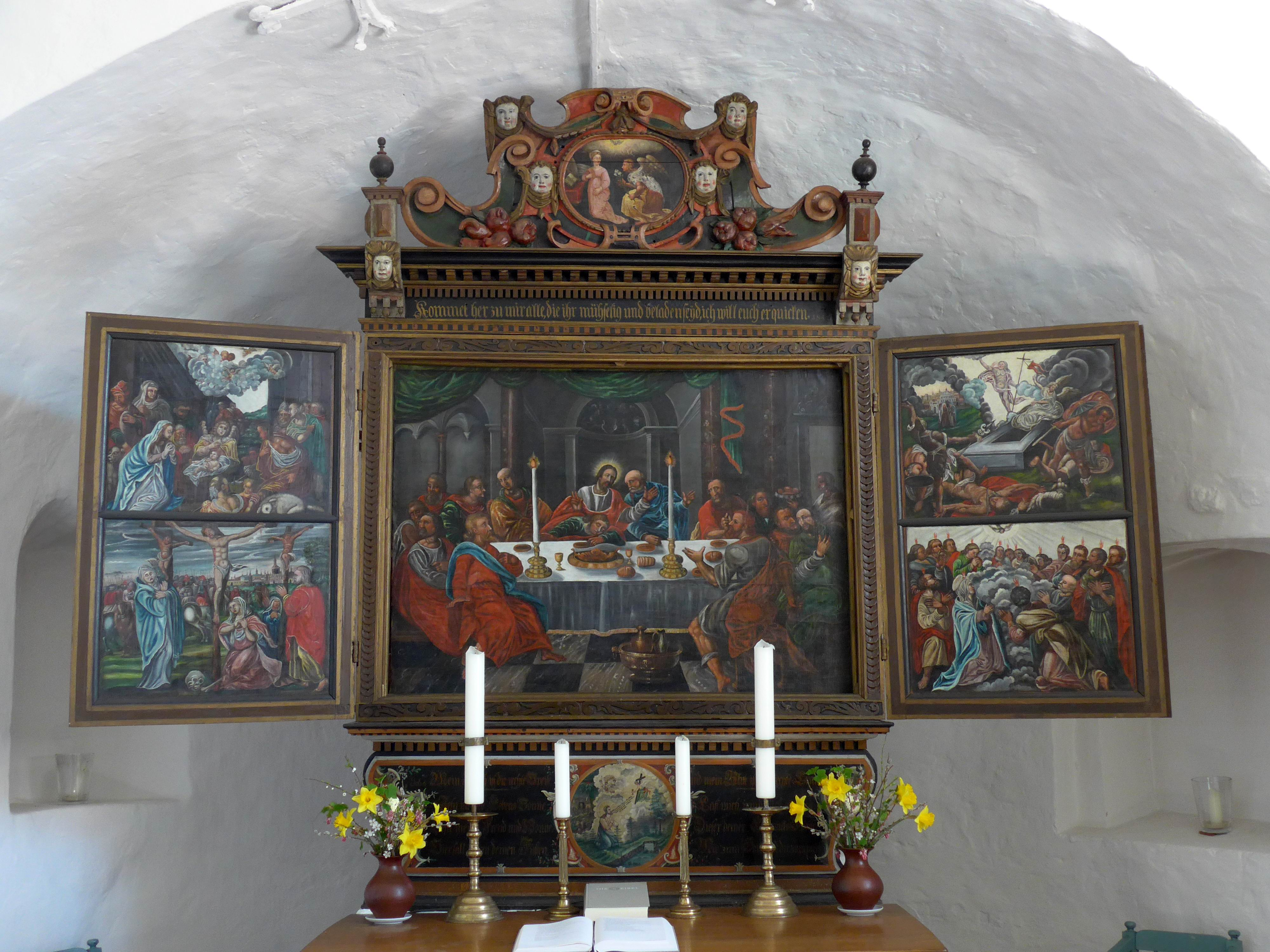
Altar aus dem Anfang des 17. Jahrhunderts
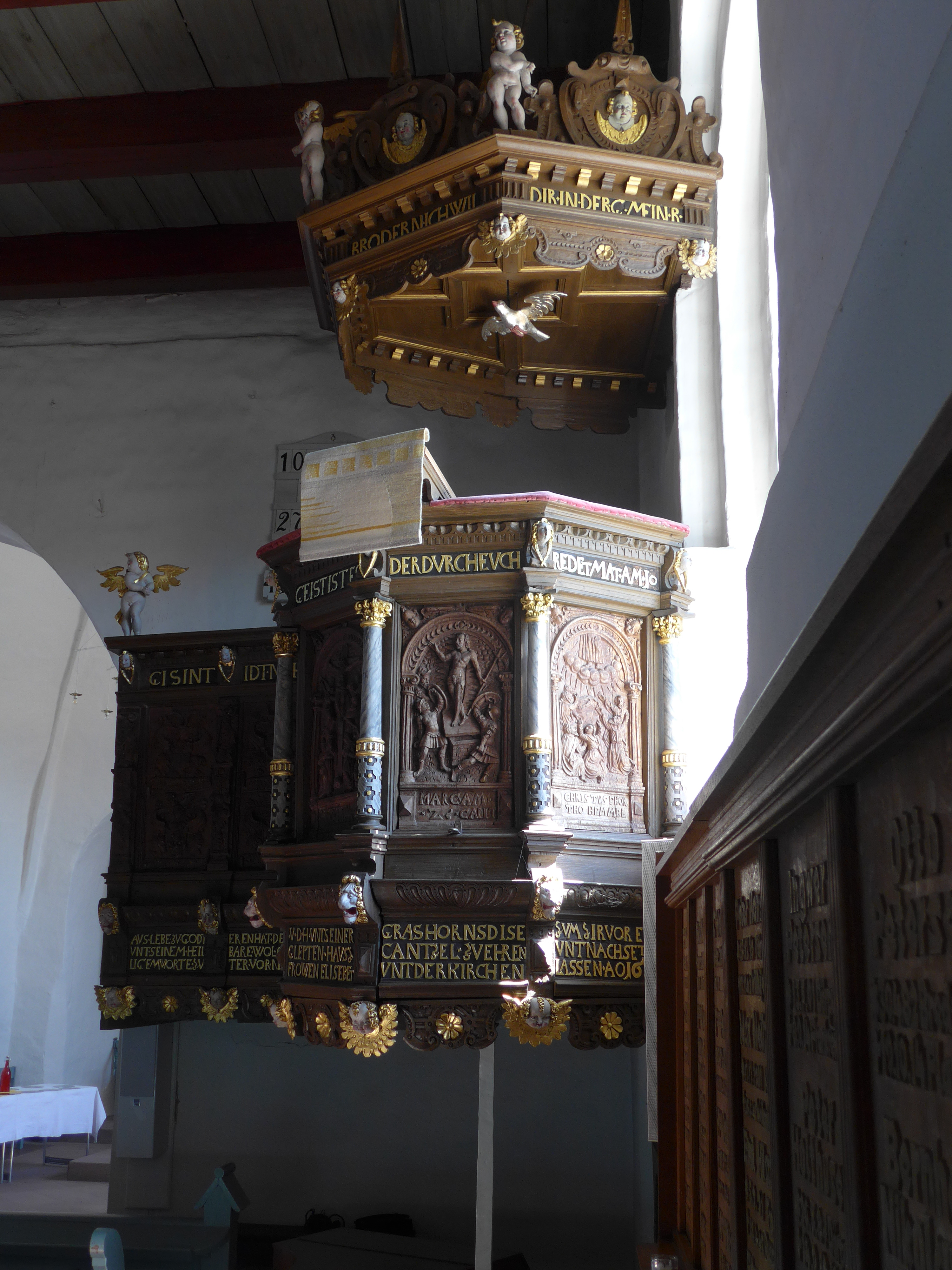
Kanzel von 1633
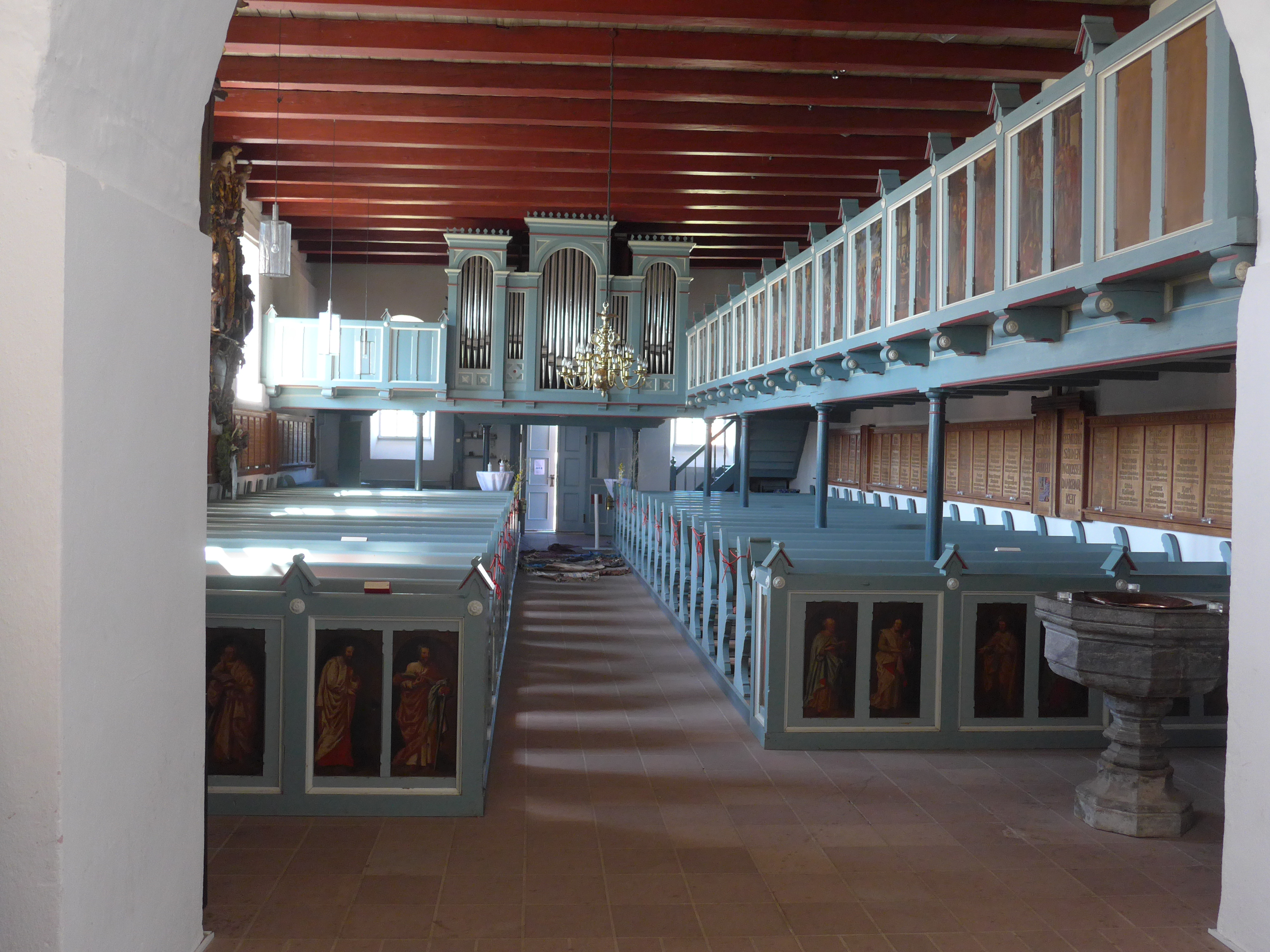
Inneres nach Westen, mit Taufstein, Orgel und Gemäldereihe an Emporenbrüstung und Gemeindegestühl
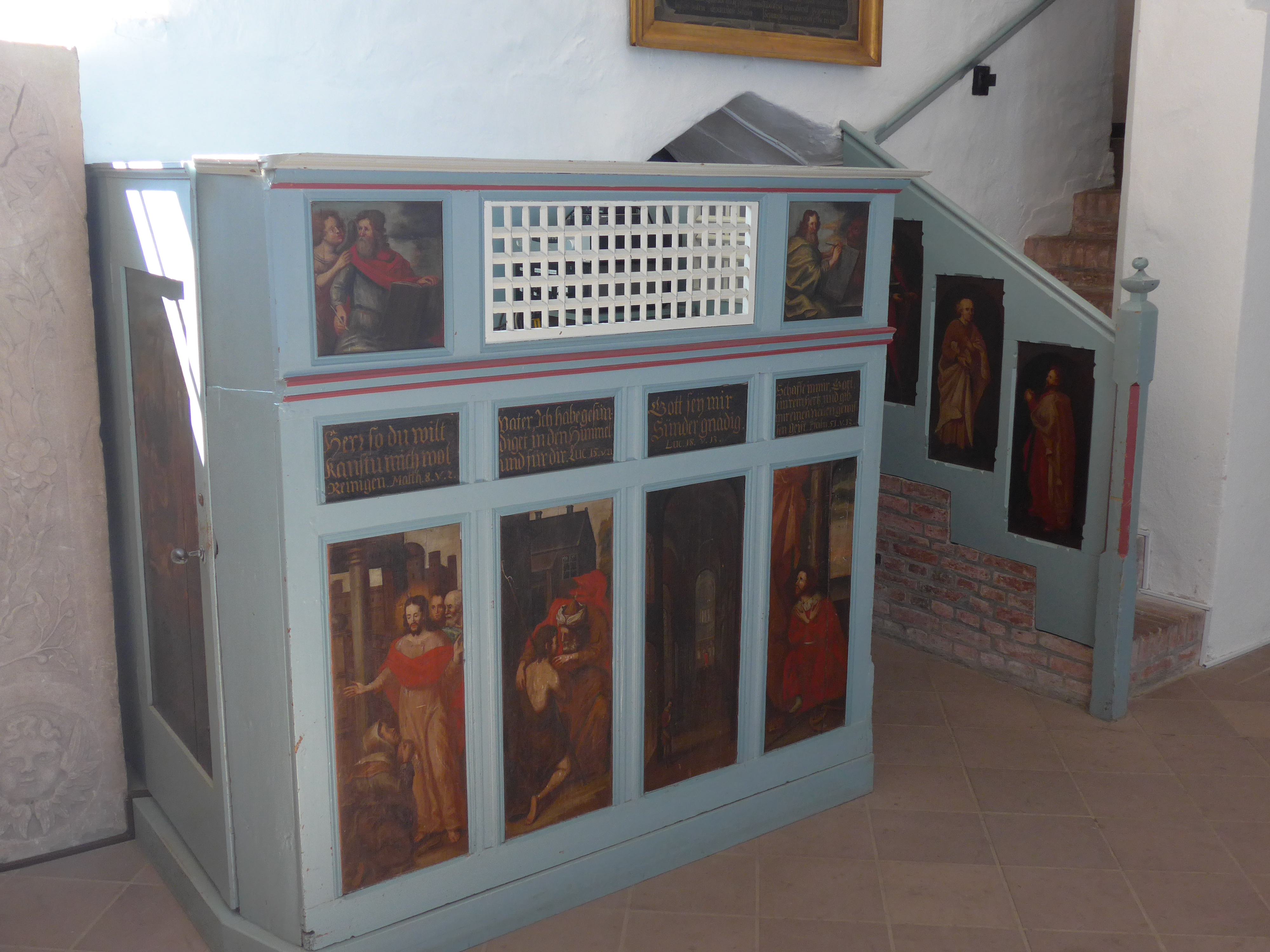
Pastorengestühl (17. Jahrhundert)
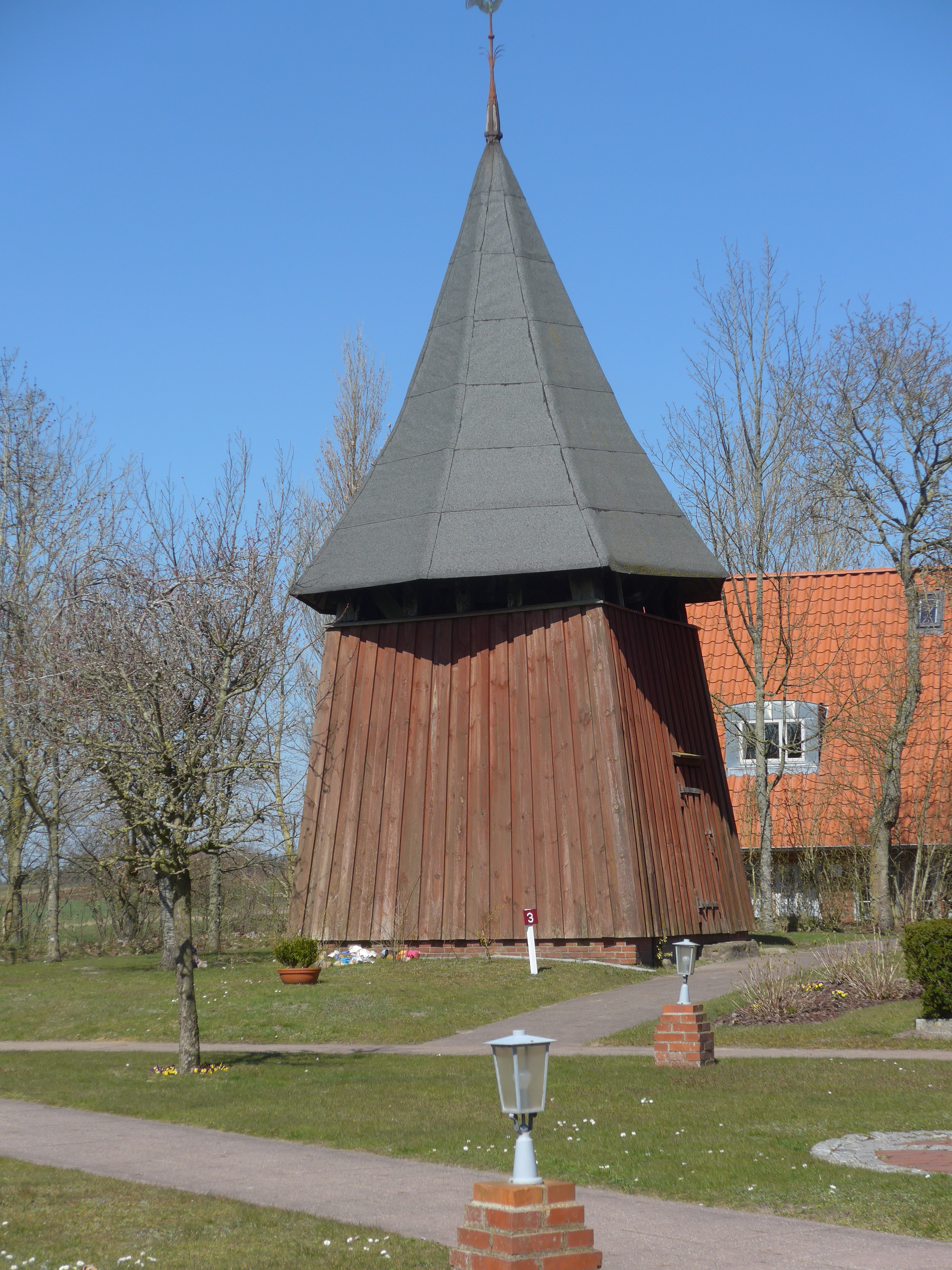
Freistehender Glockenstuhl